# Jacqui Dean
Jacqueline Isobel «Jacqui» Dean (Palmerston North, 13 de maig de 1957) és una política neozelandesa i diputada de la Cambra de Representants de Nova Zelanda des de les eleccions de 2005, representant la circumscripció electoral de Waitaki. És membre del Partit Nacional.

## Inicis
Dean va néixer el 13 de maig de 1957 a Palmerston North. Va realitzar els seus estudis secundaris a l'Escola Secundària Freyberg (Freyberg High School) i al Col·legi de la Reina Elisabet (Queen Elizabeth College) a Palmerston North. Ha treballat com a presentadora de ràdio, presentadora de televisió i com a professora. En les eleccions locals neozelandeses de 1998 fou elegida regidora del Consell del Districte de Waitaki a l'illa del Sud. En les següents eleccions, les de 2001, fou elegida tinent d'alcalde. A partir de 2004 ja no ocuparia aquesta posició.

## Diputada
| Parlament de Nova Zelanda |      |                |        |          |
| Anys                      | Leg. | Circumscripció | Llista | Partit   |
| 2005-2008                 | 48   | Otago          | 40     | Nacional |
| 2008-2011                 | 49   | Waitaki        | 40     | Nacional |
| 2011-actualitat           | 50   | Waitaki        | 41     | Nacional |

En les eleccions generals de 2005 fou nominada la candidata del Partit Nacional a la circumscripció electoral d'Otago. El candidat del Partit Laborista era David Parker, diputat per Otago des de 2002. Dean guanyà amb el 47,85% del vot contra el 42,35% de Parker.
En les eleccions de 2008 la circumscripció electoral d'Otago fou abolida i en el seu lloc es va recrear la circumscripció de Waitaki. Amb el 60,31% del vot, Dean hi guanyà. Parker quedà segon amb el 32,06% del vot.
En les següents eleccions, les de 2011, Dean fou la candidata de nou pel Partit Nacional a Waitaki. Amplià la seva majoria a l'obtenir el 61,45% del vot. En segon lloc quedà Barry Monks del Partit Laborista amb el 24,02% del vot.

## Vida personal
Dean està casada amb Bill Dean, un advocat d'Oamaru, on viuen actualment. Tenen tres fills.